# 데이비드 켈리 (배우)
데이비드 윌리엄 켈리(David William Kelley, 1929년 7월 11일~2012년 2월 12일)는 아일랜드의 배우이다. 대표작으로 《찰리와 초콜릿 공장》이 있다.

## 출연 작품

### 영화
- 칼슘 키드 (2004)
- 찰리와 초콜릿 공장 (2005) - 조 할아버지 역
- 스타더스트 (2007)

### 텔레비전
- 에머데일 (1973)
- 폴티 타워스 (1975)